# Meterana chlorograpta
Meterana chlorograpta är en fjärilsart som beskrevs av George Francis Hampson 1905. Meterana chlorograpta ingår i släktet Meterana och familjen nattflyn. Inga underarter finns listade i Catalogue of Life.